# Имир (спутник)
Имир (англ. Ymir) — нерегулярный спутник планеты Сатурн с обратным орбитальным обращением.
Назван именем прародителя ётунов из германо-скандинавской мифологии.
Также обозначается как Сатурн XIX.

## История открытия
Имир был открыт в серии наблюдений в обсерватории Лазурного берега канадским астрономом Бреттем Глэдманом, начиная с 7 августа 2000 года.
Глэдман Сообщение об открытии сделано 25 октября 2000 года.
Спутник получил временное обозначение S/2000 S 1.
Собственное название было присвоено 8 августа 2003 года.

## Характеристики
Среди спутников Сатурна с периодом обращения более 3 земных лет Имир является крупнейшим.
Он имеет размер 18 км в диаметре и совершает один оборот по орбите за 3,6 земных лет. Имир обращается по орбите в обратном направлении, противоположном вращению планеты.